# Хендерсон, Вирджиния
Вирджиния Хендерсон (англ. Virginia Henderson; 30 ноября 1897, Канзас-Сити, штат Миссури — 19 марта 1996, США) — сестра милосердия, одна из основательниц сестринского дела как профессиональной деятельности.

## Биография
Родилась 30 ноября 1897 году в Канзас-Сити, Миссури, США. В семье из восьми детей была пятым ребёнком. В 1921 году окончила армейскую школу медсестер в Вашингтоне, после чего получила место медицинской сестры в патронажной сестринской службе Нью-Йорка. Затем окончила Педагогический Колледж при Колумбийском университете со степенью магистра в области сестринского образования и занялась педагогической деятельностью. До 1948 года она занималась педагогической работой в колледже университета, где вела клиническую сестринскую практику и аналитический процесс в сестринском деле.
В 1958 году Международный совет медицинских сестёр обратился Вирджинии Хендерсон с просьбой сформулировать определение сестринского дела и написать книгу об основополагающих принципах ухода за пациентами. Она была названа «Основные принципы деятельности по уходу за пациентами» и переведена на 25 языков.

За разработку концептуальной модели сестринского процесса и вклад в развитие сестринского дела была отмечена многочисленными наградами, в том числе почетные докторские степени от Университета Западного Онтарио, Университета Рочестера, Университета Пейс, Американского Католического университета (Catholic University of America), Бостонского колледжа, Рушского университета (Rush University), Йельского университета, Университета Томаса Джефферсона.

## Модель сестринского процесса В. Хендерсон
Теория сестринского дела Вирджинии Хендерсон, появившаяся в 1955 году стала классической моделью сестринского процесса. Хендерсон попыталась выделить ключевые человеческие потребности, удовлетворение которых и должно быть приоритетом в уходе за пациентом. В рамках своей теории она определила 14 основных потребностей, которые были опубликованы в учебнике «О принципах и практике ухода» — одном из первых учебников по сестринскому делу.

14 первоочередных направлений сестринской деятельности согласно В. Хендерсон:

1. Обеспечить пациенту нормальное дыхание.

2. Обеспечить пациенту адекватное питание и питье.

3. Обеспечить пациенту удаление из организма продуктов жизнедеятельности.

4. Помогать пациенту поддерживать правильное положение тела, когда он лежит, сидит, ходит, а также помогать ему менять положение.

5. Обеспечить пациенту отдых и сон.

6. Помогать пациенту подбирать необходимую одежду и надевать её.

7. Помогать пациенту поддерживать нормальную температуру тела.

8. Помогать пациенту содержать тело в чистоте и порядке, а также обеспечивать защиту кожи.

9. Помогать пациенту избежать всевозможных опасностей извне и следить за тем, чтобы он не нанес вреда другим.

10. Помогать пациенту поддерживать контакт с другими, выражать свои желания и чувства.

11. Содействовать тому, чтобы пациент мог отправлять свои религиозные обряды и следовать своим принципам.

12. Помогать пациенту найти возможность заниматься каким-либо делом.

13. Содействовать отдыху и развлечениям пациента.

14. Содействовать обучению пациента.

Модель В. Хендерсон на сегодняшний день является одной из самых известных среди практикующих сестер. Она подразумевает непременное участие пациента на всех этапах сестринского процесса и нацелена на обеспечение полноценного восстановления его здоровья.